# Baioconodon
Baioconodon is een geslacht van uitgestorven hoefdierachtige zoogdieren behorend tot de Arctocyonidae die in het Paleoceen in Noord-Amerika leefden.

## Fossiele vondsten
Fossielen van Baioconodon zijn gevonden in de Verenigde Staten en de vondsten dateren uit de North American Land Mammal Age Puercan, het eerste deel van het Paleoceen in Noord-Amerika. Baioconodon kwam voor in het gebied van de huidige staten Colorado, Wyoming en Montana. 

## Kenmerken
Baioconodon had het formaat van een skunk met een geschat gewicht van 6 kg. De kop had een mangoestachtige bouw.

## Naamgeving
Een geslacht dat inmiddels als synoniem van Baioconodon wordt beschouwd, is Ragnarok. Leigh Van Valen beschreef in 1978 de eerste soort uit dit geslacht. Verschillende zoogdieren uit het vroegste Paleoceen kregen door beschrijvende paleontologen een soort mythologische lading als overlevers van de Krijt-Paleogeen-massa-extinctie in een nieuwe wereld. Zo is Ragnarok de apocalyps in de Noorse mythologie waarbij de wereld herboren terugkeert. 